# Mount Armytage
Mount Armytage ist ein kuppelförmiger Berg mit einer Höhe von 1855 m im antarktischen Viktorialand nördlich des Mawson-Gletschers und etwa 23 km westlich des Mount Smith. 
Entdeckt wurde der Berg durch Teilnehmer der Nimrod-Expedition (1907–1909) unter der Leitung des britischen Polarforschers Ernest Shackleton. Benannt ist er nach Bertram Armytage (1869–1910), einem Teilnehmer dieser Expedition.